# Irmgard Maria Fellner

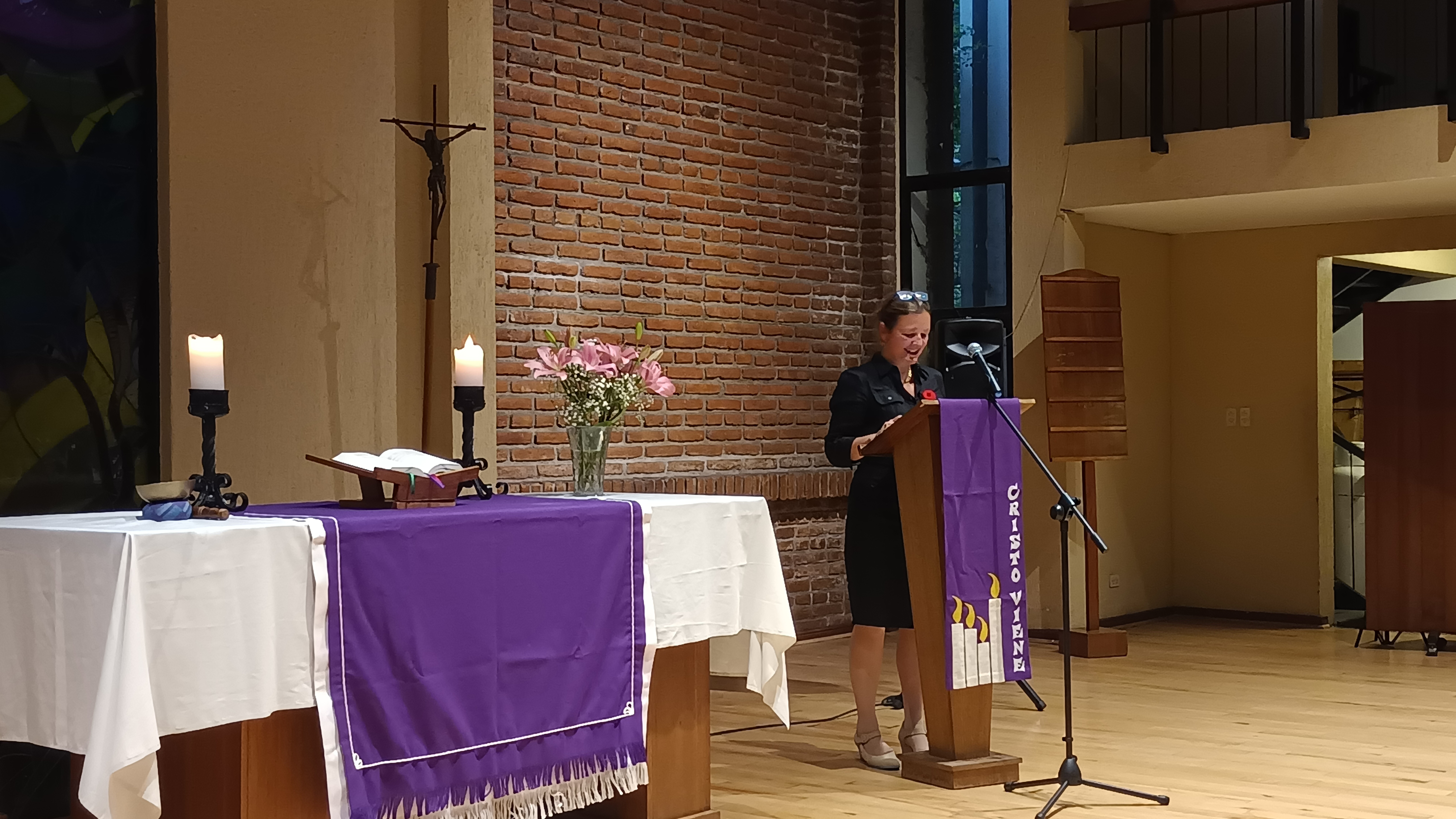
Irmgard Maria Fellner bei einer Rede in der Evangelisch-Lutherischen Kirche des Guten Hirten in Las Condes (2023)

Irmgard Maria Fellner ist eine deutsche Diplomatin. Von Juli 2022 bis Juli 2024 war sie Botschafterin der Bundesrepublik Deutschland in Chile und leitete die Botschaft Santiago de Chile.

## Leben
Fellner studierte politische Wissenschaften am Institut d’études politiques, Paris, sowie Romanistik, Germanistik und Anglistik an der Ludwig-Maximilians-Universität, München. Anschließend war sie Assistentin des französischen Abgeordneten und Vorsitzenden des EU-Ausschusses, Charles Josselin, in der Assemblée nationale, Paris.
Nach erfolgreicher Teilnahme am Auswahlwettbewerb des Auswärtigen Amts absolvierte sie von 1993 bis 1994 den Vorbereitungsdienst für den höheren Auswärtigen Dienst in Bonn und legte im Jahr 1994 die Laufbahnprüfung ab. Es folgte 1994 ein kurzer Einsatz als Referentin im Büro des deutschen Vizepräsidenten der Europäischen Bank für Wiederaufbau und Entwicklung, London.
Von 1995 bis 1996 war sie in der Zentrale des Auswärtigen Amts für Fragen der Heranführung der mittel- und osteuropäischen Staaten an die EU beim Europäischen Korrespondenten zuständig. Ihr erster Auslandseinsatz führte sie von 1996 bis 1999 als Kulturreferentin an das Generalkonsulat São Paulo, Brasilien. Zurück in Bonn wirkte sie 1999 für kurze Zeit bei der Vorbereitung des ersten EU-Lateinamerika-Karibik-Gipfels von Rio de Janeiro mit.
Von 1999 bis 2002 war Fellner politische Referentin in der Botschaft Washington, Vereinigte Staaten. Zurück in der Zentrale des Auswärtigen Amts, nun Berlin, war sie von 2002 bis 2003 für kurze Zeit als Referentin für die politische Öffentlichkeitsarbeit in europäischen Ländern zuständig. Sie wurde 2003 Büroleiterin des Koordinators der Bundesregierung für die deutsch-amerikanischen Beziehungen, Karsten Voigt. Im Jahr 2007 wurde sie im Rahmen des deutsch-französischen Beamtenaustausches Beraterin des französischen Außenministers Bernard Kouchner in dessen Ministerbüro. 2010 kehrte sie in die Zentrale des Auswärtigen Amts zurück und wurde bis 2012 im Bereich der multilateralen Beziehungen zu Afghanistan und Pakistan eingesetzt.
Von 2012 bis 2015 leitete Fellner das Referat für „Kultur- und Medienbeziehungen Afrika, Asien, Australien, Pazifik, Lateinamerika, Karibik und Kulturerhalt weltweit“. Anschließend fungierte sie von 2016 bis 2018 als Gesandtin und ständige Vertreterin des Botschafters in der Botschaft Rom, Italien. Mit Einweisung in ein Amt der Besoldungsgruppe B6 der Besoldungsordnung wurde sie Anfang August 2018 Beauftragte für Auswärtige Kulturpolitik und stellvertretende Leiterin der Abteilung Kultur und Kommunikation des Auswärtigen Amts.
Fellner wurde im Juli 2022 außerordentliche und bevollmächtigte Botschafterin in Chile. Von dieser Aufgabe wurde sie Anfang Juli 2024 vorzeitig entbunden.